# New Providence (Bahama's)
New Providence is het hoofdeiland van de Bahama's, waar rond 70% van de bevolking van het land woont waar de hoofdstad Nassau en tevens grootste stad van het land gelegen is. In de 17e en 18e eeuw was het een belangrijk uitvalsbasis van Caraïbische piraten. Het eiland is met 207 km² iets groter dan Texel.
De naam van het eiland is een verwijzing naar Divine Providence (Goddelijke voorzienigheid) die ooit iemand aan het eiland gegeven zou hebben vanwege een schipbreuk die goed afgelopen was. Het woord new werd later toegevoegd om het te onderscheiden van het eiland Providencia, dat overigens ook een piratennest was.
In het oosten van New Providence ligt de luchthaven Lynden Pindling International Airport. Het eiland is geen onderdeel van een district maar wordt als hoofdeiland rechtstreeks bestuurd door de nationale overheid van de Bahama's. Het eiland kent vele toeristische resorts.

## Geschiedenis
Historisch gezien is New Providence het eiland waar veruit het meeste gebeurd is in de geschiedenis van de Bahama's. Al vanaf de eerste kolonisatie door de Engelsen zou het eiland een geliefde uitvalsbasis voor piraten worden.
Eind zeventiende eeuw werd het eiland bevolkt door Engelse zoutwinners, afkomstig van Bermuda. Ze bouwden hier een kleine stad, genaamd Charles Town. Vrij snel daarna zouden ook piraten zich in de stad vestigen. Deze stad werd meerdere malen aangevallen door Franse en Spaanse schepen. In 1684 werd de stad platgebrand tijdens een Spaanse aanval. Hierna verlieten de kolonisten het eiland.
In 1686 werd het eiland opnieuw bevolkt door kolonisten, deze keer afkomstig van Jamaica. In 1695 liet gouverneur Nicolas Trott de stad herbouwen en uitbreiden met een fort. Hij noemde de stad Nassau. Ook deze stad werd meerdere malen aangevallen en in 1700 zwaar beschadigd. Vanaf nu zouden de piraten de overhand krijgen. Zeker toen in 1713 de Vrede van Utrecht getekend werd en de kaapvaart vanaf toen verboden werd. Kapers die zich hier niet bij neer wilden leggen namen toen de stad over en zo werd New Providence een Piratenrepubliek. Dit was de plek waar vele beruchte piraten de dienst uitmaakten, zoals Charles Vane, Zwartbaard, Jack Rackham, Anne Bonny en Benjamin Hornigold. De stad was toen eigenlijk niet meer dan een sloppenwijk en tentenkamp, waar de gewone bevolking zwaar in de minderheid was tegenover een grote groep piraten. Piraat Thomas Barrow benoemde zichzelf zelfs tot gouverneur van New Providence. Dit duurde tot 1718 toen de voormalige kaper Woodes Rogers tot gouverneur werd benoemd en orde op zaken stelde. Piraten die de piraterij afzwoeren kregen gratie, de anderen werden opgejaagd en kregen de doodstraf.
In 1776 vond de slag om Nassau plaats toen Amerikaanse patriotten het eiland in probeerden te nemen. Nadat de Verenigde Staten onafhankelijk waren geworden vestigden een aantal loyalistische plantagehouders zich op de Bahama's maar landbouw bleek hier niet echt succesvol. Begin negentiende eeuw waren de Bahama's grotendeels ontvolkt geraakt, behalve op New Providence waar de Britse Royal Navy gelegerd was. Tweemaal zou het eiland een belangrijke doorvoerhaven worden. De eerste keer tijdens de Amerikaanse Burgeroorlog (1861-1865) om wapens naar de Geconfedereerde Staten te vervoeren. Dit werd gedaan door zogenaamde blockade runners die met hun schepen in Nassau aanlegden. De tweede maal was tijdens de Amerikaanse drooglegging (1920-1933) om alcoholische dranken te smokkelen. Vanaf de jaren twintig van de twintigste eeuw werd toerisme een belangrijke sector op het eiland.